# Fabian Kauter
Fabian Raphael Kauter (ur. 22 września 1985 w Bernie) – szwajcarski szpadzista, wielokrotny medalista mistrzostw świata.
Podczas mistrzostw świata w Katanii w 2011 roku wywalczył indywidualnie brązowy medal. Wyprzedzili go jedynie Włoch Paolo Pizzo i Holender Bas Verwijlen. Na tej samej imprezie Szwajcarzy w składzie: Fabian Kauter, Max Heinzer, Benjamin Steffen i Florian Staub zdobyli brązowy medal w zawodach drużynowych. Na mistrzostwach świata w Budapeszcie w 2013 roku ponownie był trzeci w turnieju indywidualnym. Tym razem wyprzedzili go Estończyk Nikolai Novosjolov i Rubén Limardo z Wenezueli. Ponadto zajmował trzecie miejsce w rywalizacji drużynowej na mistrzostwach świata w Kazaniu w 2014 roku i mistrzostwach świata w Moskwie w 2015 roku.
Wystartował na igrzyskach olimpijskich w Londynie w 2012 roku, gdzie był indywidualnie odpadł w drugiej rundzie. Brał też udział w igrzyskach olimpijskich w Rio de Janeiro w 2016 roku, zajmując dwunaste miejsce indywidualnie i szóste drużynowo.
Zdobył złoty medal w turnieju drużynowym na mistrzostwach Europy w Kopenhadze (2004). W tej samej konkurencji zdobył także złote medale na mistrzostwach Europy w Legnano (2012), mistrzostwach Europy w Zagrzebiu (2013) i mistrzostwach Europy w Strasburgu (2014), srebrny na mistrzostwach Europy w Płowdiwie (2009) i brązowy na mistrzostwach Europy w Montreux (2015). Ponadto zajął trzecie miejsce indywidualnie na mistrzostwach Europy w Gandawie (2007).
Jego ojciec, Christian Kauter oraz brat, Michael Kauter także uprawiali szermierkę.